# Скуляны
Скуля́ны (рум. Sculeni, Скуле́нь) — село в Унгенском районе Молдавии. Является административным центром коммуны Скуляны, включающей также сёла Блиндешты, Флорены и Герман.

## История
Первое документальное упоминание Скулян относится к 1437 году под названием Шендрень.
После присоединения Бессарабии к Российской империи, Скуляны становятся приграничным населенным пунктом. 26 февраля (10 марта) 1813 года здесь был учреждён карантин, открытие которого состоялось
26 июля (7 августа) 1814 года. Согласно инструкции, карантинный срок для пассажиров составлял 16 суток. Вещи, «подверженные зачумлению», очищались окуриванием в течение 24 часов по системе Гитона де Морво.
По данным Бессарабской переписи населения 1817 года, вотчина «Скуляны, где и карантин», входило в округ Турий (Турийский) Ясского уезда, принадлежала боярину Николаю Росетти. В число жителей входили как мостовщики, так и ямщики с почты. Имелось две балки с рыбной ловлей, два виноградника, три сада и две мельницы на реке Прут. Пахотная земля, сенокос и выгон — со стеснениями, но так как к Скулянам примыкала пустопорожняя вотчина Данешты, то жители, по соглашению, снискивали пропитание и на последней.
- Состояние села разряда В (посредственное).
- Статистика духовного сословия: 1 священник, 1 вдова священника, 1 пономарь, 1 дьячок.
- Статистика высшего сословия: 1 рупташ.
- Статистика низшего сословия: хозяйства царан — 94, хозяйства вдов царан — 3, хозяйства бурлаков (холостяков)— 12.

Всего: 110 мужских и 4 вдовьих хозяйств.
В 1790 году в селе была построена церковь из плетеных прутьев с храмом Святого иерарха Николая. В 1822 году вместо деревянной церкви был возведен кирпичный Свято-Николаевский храм на каменном фундаменте, с жестяным покрытием.
Согласно Спискам населенных мест Бессарабской губернии за 1859 год, Скуляны — владельческое местечко при реке Прут в 425 дворов. Население составляло 2048 человек (1018 мужчин, 1030 женщин). Село входило в состав Ясского уезда Бессарабской губернии. Имелась одна еврейская синагога, два молитвенных дома, почтовая станция, один завод. Проводились еженедельные базары.
В том же источнике упоминаются Старые Скуляны — владельческое сельцо при реке Прут в 59 дворов и 290 жителей (146 мужчин, 144 женщины).
17 (29) июня 1821 года на турецком берегу реки Прут состоялась битва под Скулянами между османскими турками и греческими этеристами, боровшимися за независимость Греции.
По данным справочника «Волости и важнейшие селения Европейской России» за 1886 год, Скуляны — местечко при реке Прут в 231 двор и 1212 жителей, административный центр Скулянской волости Ясского уезда. Старые Скуляны — село царан в 65 дворов и 265 жителей с одной православной церковью.
В 1930 году село Скулень было разделено на три части: Скулений-Тырг, Скулений Векь на правом берегу и Скулений Векь с левого берега Прута, которые были зарегистрированы в актах переписи 1930 года как отдельные населенные пункты.
С 11 ноября 1940 года до 9 января 1956 года село являлось административным центром упразднённого Скулянского района.

## География
Село расположено на высоте 59 метров над уровнем моря.
В Румынии, на противоположном берегу реки Прут, располагается село с одноимённым названием (коммуна Виктория, жудец Яссы).

## Население
По данным переписи населения 2004 года, в селе Скулень проживает 2792 человека (1368 мужчин, 1424 женщины).
Этнический состав села:
| Национальность | Число жителей | Процентный состав |
| -------------- | ------------- | ----------------- |
| молдаване      | 2532          | 90,7 %            |
| румыны         | 85            | 3,0 %             |
| русские        | 73            | 2,6 %             |
| украинцы       | 64            | 2,3 %             |
| цыгане         | 16            | 0,6 %             |
| гагаузы        | 2             | 0,1 %             |
| болгары        | 2             | 0,1 %             |
| евреи          | 2             | 0,1 %             |
| поляки         | 1             | < 0,1 %           |
| прочие         | 15            | 0,5 %             |
| Всего          | 2792          | 100 %             |

## Известные уроженцы
- Арсений, Михаил Владимирович (род. 1942) — молдавский футбольный специалист.
- Бурлаку, Наталья (род. 1952) — экономист, профессор, декан, заведующий кафедрой УЛИМ.
- Ешану, Андрей (род. 1948) — историк, академик Академии Наук Молдовы.
- Жданов, Александр Георгиевич (род. 1932) — советский и молдавский политический деятель, депутат Парламента Молдавии от Партии коммунистов.
- Килдеску, Емил (род. 1938) — художник, член Союза художников Молдовы.
- Круссер, Александр Семёнович (1893—1919) — русский революционер и военачальник, член РСДРП(б) с 1913 года.
- Окинчук, Ион (род. 1927) — прозаик и драматург, член Союза писателей Румынии.
- Португал, Элиэйзер-Зисе (Скулянский Ребе) (1898—1982) — хасидский цадик, основатель скулянской династии.
- Португал, Исрул-Аврум (род. 1925) — хасидский цадик, сын Лейзер-Зисе Португала.

## Интересные факты
- В 1974 году Валентином Катаевым был написан роман «Кладбище в Скулянах», описывающий многочисленные боевые действия в Скулянах времён Российской империи и Советского Союза.
- Под Скулянами погиб герой повести А. С. Пушкина «Выстрел» Сильвио. Эта битва описана также в повести Пушкина «Кирджали».